# 비톨
비톨(Vitol)은 스위스에 본사를 둔 네덜란드 다국적 에너지 및 상품 거래 회사로, 1966년 헨크 비에토르와 자크 데티거가 로테르담에서 설립했다. 거래, 물류, 유통이 사업의 핵심이지만, 이는 정제, 운송, 터미널, 탐사 및 생산, 발전, 소매 사업으로 보완된다. 비톨은 전 세계에 40개 이상의 지사를 두고 있으며, 가장 큰 사업장은 제네바, 휴스턴, 런던, 싱가포르에 있다.
2023년 매출 4,000억 달러를 기록한 비톨은 세계에서 가장 큰 독립 에너지 거래 기업이며, 포춘 글로벌 500 목록의 매출 기준으로 세계에서 두 번째로 큰 회사이다. 비톨이 모든 사업 활동에 대해 유지하는 비밀 유지와 제한된 법정 공시의 특성으로 인해, 순위에서 제외된다. 그러나 이 회사는 대출 기관 및 거래하는 몇몇 다른 법인에게 더 많은 재정 정보를 제공한다. 이 회사는 연간 3억 5천만 톤 이상의 원유를 운송하고 250척의 슈퍼탱커 및 기타 선박을 통제하여 전 세계로 운반한다. 평균적으로 하루 730만 배럴 이상의 석유 및 제품을 취급하며, 이는 미국, 중국, 인도에 이어 세계 4위 석유 소비국인 일본의 일일 소비량과 거의 비슷하다.
비톨은 현재 및 전직 직원인 약 400명의 파트너가 소유한 비공개 회사이다. 이들은 경쟁사와 일반 대중 모두에게 극도의 사생활 및 비밀 유지 문화를 가진 것으로 알려져 있다. 비톨은 2021년에 모든 파트너에게 29억 달러를 지급한 것으로 보고되었다.

## 활동
2021년, 유가 수요가 팬데믹 봉쇄 해제 후 급증하면서 비톨의 매출은 약 2,790억 달러로 두 배 증가했다. 2021년 웹사이트에 따르면 원유 및 기타 석유 제품 760만 배럴을 거래했다. 2022년, 비톨 그룹은 그해 말까지 러시아 원유 및 석유 제품 거래를 중단할 것이라고 밝혔다.
2024년에는 부분 소유 자회사인 VPI를 통해 영국에 5개의 발전소를 소유 및 운영했다.
2024년 4월 현재, 세계에서 가장 큰 독립 상품 거래 기업으로 남아 있다. 재정 결과를 공개적으로 발표하지 않지만, 2023년에는 파이낸셜 타임스에 따르면 130억 달러의 순이익을 기록했다. 2022년에는 151억 달러, 2021년에는 40억 달러를 벌었다. 2024년에는 런던, 제네바, 싱가포르, 휴스턴에 약 450명의 고위 파트너를 두었다. 2022년에는 주주 자본이 258억 달러였다.
2024년 초, 비톨은 사르디니아의 사로크 정유 공장 소유주인 사라스의 지분 10.4%를 보유했다. 같은 해 4월, 이탈리아 정부는 비톨의 18억 3천만 달러 규모의 회사 인수 계획을 부분적으로 승인했다. 국영 GAIL (인도) Ltd.는 2024년 초 비톨과 액화 천연가스에 대한 10년 수입 계약을 체결했다.
2025년 1월, 비톨은 노블 그룹을 인수했다.

### 거래
전 세계 원유 및 제품 거래 사업 외에도, 이 회사는 석탄, 천연가스, 전력, 에탄올, 메탄올, 휘발유, LNG, LPG, 나프타, 역청, 기유 및 탄소 배출을 거래한다. 2023년에 비톨은 세계에서 가장 큰 독립 에너지 거래 기업이었다. 이 회사는 2024년에 금속 사업을 확장하고 있다고 확인했으며, CEO는 이를 "사업에 비교적 작은 추가"라고 불렀다. 이전 2년 동안 280억 달러 이상의 순이익을 기록했다. 이전에는 1990년대에 유로민을 인수했을 때 금속 거래에서 큰 성공을 거두지 못했다.

### 터미널 및 인프라
총 1,600만 입방미터의 저장 용량을 전 세계에 보유하고 있다.
비톨(지분 45%), IFM 인베스터스(지분 45%), 아부다비 국영 석유 회사(지분 10%)는 11개국에 약 870만 입방미터(MCM)의 저장 및 터미널 사업을 하는 VTTI B.V.를 소유하고 있다: 네덜란드(1.328 MCM + 1.118 MCM), 라트비아(1.195 MCM), UAE(1.180 MCM), 벨기에(0.965 MCM), 말레이시아(0.893 MCM), 키프로스(0.544 MCM), 미국(0.452 MCM), 아르헨티나(0.218 MCM), 케냐(0.111 MCM), 러시아(0.049 MCM), 나이지리아(0.016 MCM). MISC 베르하드는 2010년 5월부터 2015년 8월까지 VTTI의 지분 50%를 보유했다. 2022년 4월, 비톨은 러시아-우크라이나 전쟁 중 국제 제재로 인해 2022년 말까지 러시아 휘발유 거래를 중단할 의사를 밝혔다.
2012년 1월, 비톨은 남아프리카 해운 회사인 Grindrod의 자회사 지분을 인수하여 모잠비크의 석탄 터미널에 접근할 수 있게 되었다.

### 정제
두바이와 바레인에 있는 사무소 외에, 비톨의 중동 핵심 전략 자산은 후자이라 정유 회사(FRCL)로, 하루 82,000배럴 정유 시설과 1,034,000 입방미터 탱크 저장소를 운영한다. FRCL은 탱크 저장소 140,000 입방미터 확장, 기존 정유 시설 개조 및 추가 처리 장치 설치를 포함한 추가 개발 계획을 가지고 있다. 비톨은 또한 바이에르노일(독일), 크레시에(스위스), 안트베르펜(벨기에) 및 멜버른 근처의 질롱 정유 시설(호주)에 정유 자산에 투자했다. 2018년, 비톨은 코흐 인더스트리즈로부터 하루 85,000배럴 규모의 로테르담 컨덴세이트 분할기를 인수했다.

### 탐사 및 생산
비톨은 전액 출자 자회사인 아라왁 에너지 리미티드(Arawak Energy Limited)와 비톨 E&P(Vitol E&P)를 통해 전 세계 다양한 탐사 및 생산 프로젝트에 지분을 보유하고 있다. 아라왁 에너지는 주로 우크라이나, 카자흐스탄, 아제르바이잔에서 석유 및 가스를 생산하는 구소련 지역에 중점을 두는 반면, 비톨 E&P는 가나와 코트디부아르 서아프리카 변형 경계선을 따라 탐사 및 개발 자산 포트폴리오를 보유하고 있다.
2014년 2월, 비톨이 아부다비 투자청과 협력하여 셸 오스트레일리아의 다운스트림 사업(항공 제외)을 총 약 29억 호주 달러에 인수했다고 보도되었다. 이 인수에는 셸의 질롱 정유 시설과 870개 소매 사업장, 그리고 호주 내 대량 연료, 역청, 화학 물질 및 일부 윤활유 사업이 포함되었다. 이 사업은 비바 에너지로 운영되지만, 셸 브랜드는 여전히 많은 소매 제품에 남아 있다.
또한, 2015년 1월, 비톨은 에니와 협력하여 가나 서부 지역 케이프 스리 포인트(Cape Three Points)에서 석유 및 가스 생산을 위한 70억 달러 규모의 정부 계약을 체결했다. 이 계약은 가나의 급증하는 에너지 수요를 충족하는 데 도움이 될 것으로 예상된다.

### 항공
비톨 항공은 유럽, 북미, 아프리카에 중점을 두며, 세계 최대 항공사와 군 고객에게 연간 570만 톤의 제트 연료를 공급한다.

### 전력
2013년, 비톨은 영국 VPI 이밍햄에 첫 발전소 투자를 했다. 이 열병합 발전소(CHP)는 유럽에서 가장 큰 발전소 중 하나로, 1,240 MW를 생산하고 시간당 최대 930톤의 증기를 생산하여 인근 정유 공장에서 사용한다. 가스 화력 발전소는 영국 피크 전력 수요의 약 2.5%를 공급한다.

### 재생 가능 에너지
2021년, 비톨은 현재 운영 중이거나 계획 중이며 에너지 스펙트럼 전반에 걸쳐 추가 투자가 이루어진 1.2 GW의 재생 가능 발전 용량을 보유하고 있다.

## 수치
2018년, 비톨은 다음과 같이 거래했다.
- 석유: 원유 및 제품 판매 3억 6,700만 톤
- 천연가스: 전 세계 물리적 가스 200억 입방미터 이상
- LPG: 1,400만 톤
- 나프타: 1,500만 톤
- 휘발유: 하루 100만 배럴의 물리적 휘발유 거래
- 석탄: 3천만 톤 이상
- 전력: 93 TWh의 전력 판매 계약
- 탄소: 4,900만 톤의 계약된 탄소량
- 메탄올: 140만 톤
- 화학 물질: 400만 톤 (벤젠 및 파라자일렌)

## 논란
2001년 옵저버의 기사에 따르면, 비톨은 1995년 세르비아 석유 회사 오리온과의 거래를 해결하기 위해 세르비아 전범 아르칸에게 100만 달러를 비밀리에 지불했다고 한다. 비톨은 이와 관련하여 어떤 정부 기관도 회사를 기소한 적이 없다고 주장하며 모든 혐의를 부인했다.
2007년, 비톨은 뉴욕 법원에서 사담 후세인 정권 당시 이라크 국영 석유 회사에 초과 요금을 지불하고 유엔 식량 대 석유 프로그램(UN Oil for Food Scandal)을 우회한 혐의로 중절도죄를 인정했다. 비톨은 이후 자신의 행위에 대해 1,750만 달러의 배상금을 지불했다.
파이낸셜 타임스 기사에 따르면, 비톨은 2011년 4월 초 테소로 코퍼레이션에 리비아 반군 석유의 첫 논란이 된 판매를 조직한 회사였다. 파이낸셜 타임스에 따르면, 이 회사는 카타르 국영 석유 회사로부터 리비아인이 공급한 원유를 기술 공급 및 리비아 과도국가위원회에 대한 연료와 교환하여 판매해 달라는 요청을 받았다.
2012년 9월, 이 회사가 EU의 테헤란 제재를 우회하여 이란 연료유를 사고팔았다는 주장이 제기되었다. 비톨은 말레이시아 해안에서 이란 국영 유조선 회사 선박으로부터 선박 간 이송 방식으로 200만 배럴을 구매하여 중국 상인에게 판매했다. 비톨은 스위스에 본사를 두고 있으며, 스위스는 국제 제재를 시행하지 않아 비톨이 혐의를 회피했다는 주장이 제기되었다.
2013년, 텔레그래프는 이 회사가 10년 넘게 직원 복리 신탁을 사용하여 영국 직원의 소득세를 회피해 왔다고 주장했다.
2018년, 프랑스 에너지 규제 위원회(CRE)의 분쟁 해결 및 제재 위원회는 2013년 6월 1일부터 2014년 3월 31일까지 프랑스 남부 가상 가스 거래 지점("PEG Sud")에서 시장 조작에 참여한 VITOL S.A.에 5백만 유로의 벌금을 부과했다. 비톨은 이 결정에 항소했지만, 프랑스 국무원은 2021년 6월 이 제재를 확정했다.
2020년, 비톨 Inc.는 미국과 브라질의 법 집행 당국과 뇌물 수수 혐의를 해결하기 위해 총 1억 3,500만 달러의 형사 벌금을 지불하기로 합의했다. 이 합의는 비톨이 브라질, 에콰도르, 멕시코의 관리들에게 뇌물을 지불하려던 계획에서 비롯되었다.
2023년, 셸과 비톨은 우크라이나 대통령의 경제 고문인 올레그 우스텐코로부터 유럽 연합 제재의 허점을 이용하여 터키를 통해 러시아산 석유 파생 제품을 유럽으로 들여와 우크라이나 전쟁을 장기화하고 있다는 비난을 받았다. 비톨은 2022년 4월 러시아산 원유 및 제품 거래를 중단하겠다고 약속했었다.

## 비톨 아시아 Pte Ltd
비톨 아시아 Pte Ltd는 에너지 및 상품 회사로 운영되며, 원유 및 에너지 제품의 정제, 거래, 운송 및 저장을 제공한다.
이 회사는 1990년 4월에 설립되었으며 싱가포르에 본사를 두고 있다. 이 자회사의 CEO는 2019년 9월 10일부터 마이크 뮬러이다.